# 愛迪生之母
《愛迪生之母》是一部日本電視劇。本劇主要講述一名好奇心像發明家愛迪生般旺盛的小學生在小學一年級發生的故事。本劇共製作10集。在2008年1月至3月（第1季）期間，每週五22時（日本時間）於日本東京放送電視台及其聯播網播放。本劇由日本女演員伊東美咲主演。

## 劇情概要
本劇的主角鮎川規子在東京都杉並區立文部小學擔任1年2班的導師，也是花房賢人（清水優哉）的老師。花房賢人自轉學到東京都區立文部小學以來，常常做一些怪事、喜歡發出許多的疑問「為什麼？」，因為這樣，讓他的導師與學級主任煩惱不已，也曾經引來家長要求校方請他退學或轉到問題學校去。

## 登場人物
- 鮎川規子……伊東美咲

愛迪生的導師。
- 花房葵……坂井真紀

愛迪生的母親。
- 美浦博之……谷原章介

大學準教授。規子的前男友，並且對規子的學生花房賢人很感興趣。
- 久保裕樹……細田良彦

愛迪生的副導師。
- 花房賢人（愛迪生？）……清水優哉

東京都杉並區立文部小學1年2班的轉學生。好奇心旺盛，但有「為什麼？」的口頭禪。
- 岩井雄三……田中要次

東京都杉並區立文部小學的校長。
- 野口昌平……伊藤正之

東京都杉並區立文部小學的副校長。
- 草加雄二……堀部圭亮

東京都杉並區立文部小學的教師。
- 伊勢智……山中聰

東京都杉並區立文部小學的教師。
- 佐佐木則和……安田顯

研究會で規子と知り合った教師。
- 花房千惠……上村香子

愛迪生的祖母，也是愛迪生的母親的媽媽。
- 青柳美月……杉田薰

愛迪生的同班同學青柳玲實的母親。
- 加賀美祐子……松下由樹

1年1班的導師，愛迪生的學年的學年主任。
- ？？……小川奈那

### 1年2班學生
| 青柳玲實／村中暖奈 | 藍澤永久／山田果琳 | 赤根修斗／鈴木裕大 | 綠川堵馬／太田力斗 | 石川祥／鏑木海智     |
| 柿沼速太／吉田翔   | 樺山陽介／小林三起 | 桐谷吾郎／山村貴治 | 楠木陸／福本晟也   | 栗尾正紀／矢內龍之介 |
| 桑田浩平／藤崎直   | 櫻田甲希／阿部孝將 | 千葉翼／阿久津賀紀 | 檜山劉生／上妻成吾 | 藤村純／岡亮         |
| 細井桂／長部龍也   | 梅原染乃／山上夏蓮 | 小尾紫苑／郷田芽瑠 | 金山花梨／松藤愛奈 | 黒澤柚子／小林明音   |
| 白木真弓／柳川優佳 | 竹原胡桃／鴨下明美 | 椿木綠／新志穂     | 八戶烏蘭／烏蘭     | 平山皐月／本間友紀乃 |
| 保坂杏子／笠菜月   | 前山百合／勝沼美紅 | 松澤菊代／岡島花保 | 宮城真綾／福原遙   |                      |

## 工作團隊人員
- 原案：山口雅俊（ヒント）
- 腳本：大森美香
- 製作人：加藤章一
- 導演：武藤淳、平野俊一、波多野貴文
- 音樂：遠藤浩二

## 首播日・副標題・收視率
| 各話   | 首播日        | 副標                                             | 原文副標 | 收視率 |
| ------ | ------------- | ------------------------------------------------ | -------- | ------ |
| 第1話  | 2008年1月11日 | 一加一不等於二！在學校裡轉來轉去！               | 1+1=2    | 11.0%  |
| 第2話  | 2008年1月18日 | 絕對不行！飛上天空的實驗                         |          | 11.1%  |
| 第3話  | 2008年1月25日 | 狼與前男友亂入！沒法完成的上課參觀日             |          | 12.1%  |
| 第4話  | 2008年2月1日  | 為何我家那麼貧窮？讓孩子明白比年收入更重要的東西 |          | 9.1%   |
| 第5話  | 2008年2月8日  | 老師失格！判斷孩子的好畫與壞畫！                 |          | 6.8%   |
| 第6話  | 2008年2月15日 | 地球滅亡！不能做功課                             |          | 7.7%   |
| 第7話  | 2008年2月22日 | 永远パクパク鸣响！幸福的防盗警铃                 |          | 8.1%   |
| 第8話  | 2008年2月29日 | 微型怪物妈妈的诱拐事件                           |          | 9.8%   |
| 第9話  | 2008年3月7日  | 牙也有差距！ 猪肉咖喱也是ね                      |          | 9.7%   |
| 最終話 | 2008年3月14日 | 爱迪生放逐！ 泪和愤怒的全校集会                  |          | 9.9%   |

## 外部連結
- 官方網站 （页面存档备份，存于）

## 作品的變遷
| TBS 金曜劇場                     | TBS 金曜劇場                         | TBS 金曜劇場 |
| -------------------------------- | ------------------------------------ | ------------ |
|                                  | 愛迪生之母 （2008.1.11 - 2008.3.14） |              |
| 歌姬 （2007.10.12 - 2007.12.21） | Around40 （2008.4.11 - 2008.5.23）   |              |